# Luca Presti
Luca Presti (Catania, 29 aprile 1980) è un ex pattinatore di velocità in-line italiano cinque volte campione mondiale.

## Biografia
Terzo di quattro fratelli, ha vissuto a San Giovanni la Punta fino all'età di 23 anni. È fratello di Massimiliano Presti, anch'egli ex pattinatore in-line ed attuale CT della nazionale italiana di pattinaggio corsa ..
Dedicatosi sin da piccolo al pattinaggio a rotelle, seguendo i consigli del padre che aveva anch'egli praticato in gioventù il pattinaggio, cominciò ad ottenere risultati di tutto rispetto scalando velocemente le classifiche nazionali ed affacciandosi alle competizioni internazionali.
Passato nella categoria maggiore nel 1998 vinse subito l'oro agli europei e nel 1999 conquistò il primo dei suoi cinque titoli mondiali in Cile. Bissò poi nel 2002 in Belgio e si ripeté in Venezuela nel 2003 per concludere con un doppio titolo mondiale in Italia nel 2004.
È detentore del record del mondo della doppia maratona, km. 84 nel tempo di 2h 14' 37” ottenuto il 3/11/1999 a Santiago del Cile.
Terminata l'attività agonistica, Presti si è sposato;  ha quattro figli, Gianluca, Lorenzo, Mariasole e Anna ed è allenatore di una squadra di pattinaggio a Rovigo

## Palmarès
Nell'arco della sua carriera ha vinto:
- Campionati mondiali
  -  5 medaglie d'oro
  -  8 medaglie d'argento
  -  5 medaglie di bronzo
- Campionati europei
  -  15 medaglie d'oro
  -  13 medaglie d'argento
  -  10 medaglie di bronzo
- Campionati italiani
  -  32 medaglie d'oro
  -  25 medaglie d'argento
  -  18 medaglie di bronzo